# Alexandru Dobrescu
Alexandru Dobrescu (n. 27 septembrie 1930, în satul Grebănu, județul Buzău) este un actor român, care a interpretat multe roluri în filmele regizate de Sergiu Nicolaescu.

## Biografie

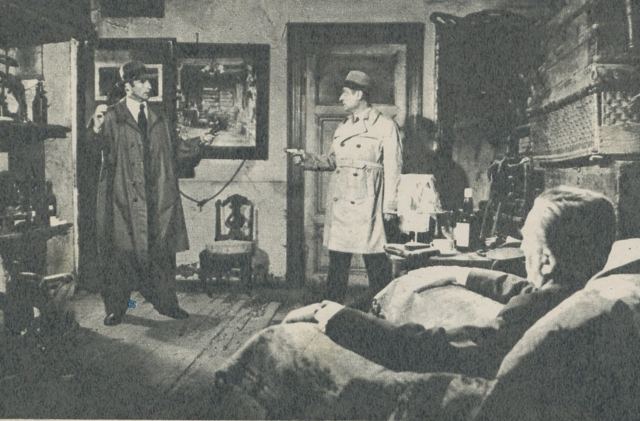
Alexandru Dobrescu (dreapta) în rolul comisarului Patulea din filmul „Cu mîinile curate”

Alexandru Dobrescu a fost ales de regizorul Sergiu Nicolaescu pentru a interpreta rolul comisarului Ștefan Patulea în filmul Cu mîinile curate (1972). Criticul Călin Căliman scria în lucrarea „Istoria filmului românesc (1897-2000)” (2000) că debutul în film al neprofesionistului Dobrescu a fost unul „valabil”.
Buna interpretare a lui Dobrescu a determinat solicitarea sa de către Nicolaescu pentru a interpreta și alte roluri în următoarele sale filme.

## Filmografie
- Cu mîinile curate (1972) - comisarul Ștefan Patulea
- Un comisar acuză (1974) - avocatul Marin
- Nemuritorii (1974) - Mohor
- Zile fierbinți (1975) - contabil-șef
- Osînda (1976) - judecătorul Elefterescu
- Pentru patrie (1978)
- Revanșa (1978) - avocatul Marin
- Nea Mărin miliardar (1979)
- Mihail, cîine de circ (1979) - pasager pe Makambo
- Ultima noapte de dragoste (1980) - generalul
- Capcana mercenarilor (1981)
- Întîlnirea (1982) - omul care prezintă planul
- Cucerirea Angliei (1982)
- Viraj periculos (1983) - fost pacient al dr. Apostolescu
- Ringul (1984)
- Fapt divers (1985)
- Ciuleandra (1985)
- Noi, cei din linia întâi (1986)
- François Villon – Poetul vagabond (1987) - Ferrebouc
- Mircea (1989)
- Începutul adevărului (Oglinda) (1994)
- Punctul zero (1996)